# Madonna del Sasso
Madonna del Sasso är en kommun i provinsen Verbano Cusio Ossola i regionen Piemonte i Italien. Kommunen hade 405 invånare (2018).